# Santa Cruz de Salinas
Santa Cruz de Salinas là một đô thị thuộc bang Minas Gerais, Brasil. Đô thị này có diện tích 587,268 km², dân số năm 2007 là 5192 người, mật độ 8,6 người/km².